# 시부야 텐마

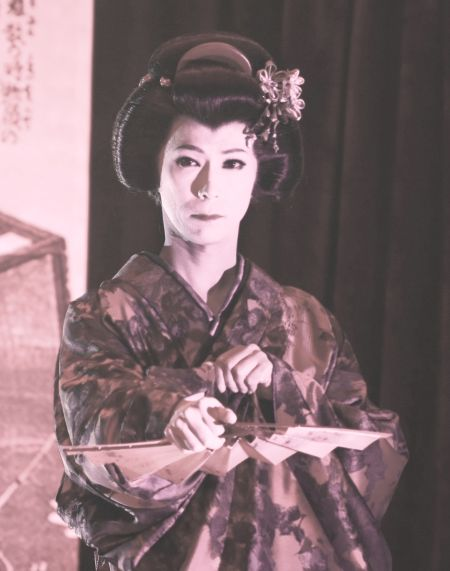
일본 고전 무용을 시부야 텐마 (여역 남우)

시부야 텐마(일본어: 渋谷 天馬, 1969년 1월 13일 ~ )는 일본의 배우이다. 시부야 텐마 (성: 시부야, 이름: 텐마 / 중국명: 澀谷天馬 / 영어명: Shibuya’ Tenma )현재 중국에서 활동하고 있는 일본인 배우. 일본무용가. 사이타마현 출신. 1989년 미국유학. 1993년 배우가 되기로 결심. 연기학원을 거쳐 일본에서 활동하다가2006년 중국으로 건너감. 이후 홍콩영화 “엽문 (영화)(The Legend Of Man, 2008)”, 중국 드라마 “총을 빌리다(借槍, 2011년 중국 드라마 시청률 1위)”에서 개성적인 악역을 맡아 중국에서 인지도를 높임.2011년 크리스찬 베일 주연, 장이머우 감독의 The Flowers Of War에 출연. 2014년 대만영화 흥행 수입 사상 1위를 차지한 “KANO”에 출연. 2017년 방송한 러시아 국영 방송국 드라마 “조르게 (Sorge)”에 출연. 2018년에는 송승헌, 브루스 윌리스, 에이드리언 브로디가 주연한 한중미 3개국 합작 영화 “대폭격(Air Strike)”에서 극중 유일한 일본인 메인 배역으로 제로 전투기 파일럿 역을 맡았다.2019년 궁리 주연의 영화 Saturday Fiction에 출연.
일본, 미국, 중국, 홍콩, 대만, 러시아 등에서 100작품 이상의 영화, 연극, 드라마에 출연하여 아시아 특히 중화권에서 유명한 일본인 배우로 활동 중이다. 그는 이전에 미국 오레곤 고등학교에서 일본어 자원봉사 교사 경험도 있어 귀국 후에는 일본무용 교실과 국제문화교류 이벤트를 주최하는 등 25년간 국제문화교류 활동을 지속해 오고 있다. 2009년에는 NPO법인 중일문화교류추진회를 설립하여 현재는 NPO이사장 겸 중국북경지부장으로서 중국과 일본의 문화 가교 역할을 해 오고 있다.

## 이력 (배우 활동 중심)
1993년 연극의 세계에 발을 들였다. 뉴욕의 액터스 스튜디오와 연계 된 United Performers Studio의 연출가 나라하시 요코의 레슨을 통하여Acting Method(연기법)을 배우며 그 후 오랫동안 Acting Method를 기본으로 하는 워크샵 등에서 현재의 연기 실력을 다졌다. 그 후 영상 전문학교의 배우과에 재적, 니시카와 카즈마에게 일본무용을 사사 받았다. AK 뮤직에서는 가극, 샹송, 팝 등의 보컬 방법을 배워 스스로가 기타를 연주, 작사작곡을 통하여 예술에 열정을 쏟아부었다.
1995년 “사디스트적인 노래(나카무라 겐지 감독)”으로 배우 데뷔. 1997년 도쿄 발레단 “볼레로(미조시타 시로 출연)” 댄스 앙상블. 일본무용 창작공연 및 뮤지컬의 연출부 스태프로 참가, 1998년 “로미오와 줄리엣”에 출연. 이와 같은시기 1997년부터 1998년에는 일본 전국 8곳에서 공연 된 환경보호를 주제로 한 뮤지컬 “구마곤의 숲”에서 주연을 맡음. 이후 인디 영화, 소극장 무대 등 다수 출연. 2001년 “날뛰는 영혼들(荒ぶる魂たち)”에서 주인공 다케나카 나오토가 연기하는 야쿠자의 두목 보좌역으로 출연. 2004년 전세계에 배급 된 풀CG 애니메이션 영화 "애플시드 (아라마키 신지 감독) "에서는 모션캡쳐 배우로서 참가. 크레디트의 우라노스 장군 외에도 메카 닥터 및 반역자 대원, 술집에서 싸우는 남자를 맡았다.
2006년 중국 북경으로 건나가 중국 언어대학에서 중국어를 배운다. 중국에 건너간 지 반년 후 중국 드라마  “초원춘래조”에서 가나이쇼지 역으로 출연한다. 2007년 영화 “비호대첩전”에서는 조연으로 출연.
이 영화는 2년 후 중국 국영방송영화 전문 채널 CCTV6에서 가장 재방송을 많이 하는 인기 영화가 된다. 이 영화의 리슈 감독은 3년 뒤 다시 시부야 텐마를 그의 영화 “천군단혈전도전에 캐스팅 한다. 이와 같이 시부야 텐마와 일해 본 사람들은 다시 그와 함께 일하고 싶어한다. 2008년 "엽문1 (엽위신 감독)"에서 사토대령으로 출연. 이 영화는 2009년 홍콩 영화제에서 최우수 작품상을 수상하며 중국 본토에서도 많은 인기를 받았다. 이 영화를 통하여 시부야 텐마의 연기는 높이 평가되어 지명도가 높아졌다. 엽위신 감독은 북경에서 열린 “엽문”의 상영 종료 후 관객들이 흥분하며 기립박수를 하는 모습을 보고 “야비한 일본군 역할을 맡은 너는 당분간 극장에 가지 않는 것이 좋다”고 할 정도로 엽문에서의 시부야 텐마의 연기는 인상적이었다.
시부야 텐마는 역할의 크고 작음을 따지지 않고 적극적으로 연기활동을 계속 해 나가는 중이다. 2008년 가을 TV 드라마 "생사선"에서는 일본인 설계사로 48회 중 3회 출연하여 중국인 배우 장이와의 유쾌하고 따뜻한 호흡이 화제가 되었으며 드라마 "눈표범"에서는 일본인 냉혹한 군인 역으로40회 중 1회 출연하였다. 2009년 시부야 텐마의 첫 시대극 "양귀비미사"에서는 일본 나라시대의 귀족으로 출연하여 호평을 받았다.
2010년 1월 중국 동북부의 치치하얼에서 영하 30도 추위 가운데서 촬영 된 영화 “신학”의 중심 인물인 조류 학자 요시다 역으로 출연. 같은 해 5월에는 TV 드라마 "총을 빌리다"를 통하여 중국 내 시청률 제1위, 중국 TV 역사상 가장 많이 판매된 드라마가 되었다. 시부야 텐마는 이 드라마에서 카도 역을 맡아 주목받았다. 2009년 영화 “엽문”의 사토 역할을 통하여 중국 대륙에서 유명한 일본인 배우가 되었다. 2012년 드라마 “대극법”에서는 지금까지의 역할과는 전혀 다른 캐릭터인 마술사 무토 역의 20대부터 40대까지의 인생을 잘 표현했으며 그 뿐 아니라 1인 다역으로 여성 댄서, 할머니, 미친 남자 등을 중국어로 연기하여 드라마 업계에서 화제가 되었다.
2012년 몬트리오 영화제의 Focus on World Cinema 부문에 정식 출품 된 “허쉬드 로아(Hushed Roar)”에서는 조연으로 참여했다. 전쟁의 트라우마에 시달리다 치매에 걸린 아버지를 둔 아들 역으로 이제까지의 중국 출연작품과는 전혀 다른 캐릭터였다. 자신도 저혈당을 앓아가면서 아버지의 간호 때문에 사랑하는 연인과의 결혼을 좀처럼 결단하지 못하는 연약한 남성을 영어 대사로 연기하였다. 지금까지의 폭력적이고 악역 이미지의 시부야 텐마를 허쉬드 로아의 순수하고 연약한 남성 역에 기용한 이유로는 TV 드라마 “생사선”에서의 연기 때문이라고 이 영화의 프로듀서는 말했다. 이 영화의 주인공인 이입군은 “시부야 텐마는 이미 촬영 현장에서부터 그 역에 깊이 몰입하고 있었습니다. 자신에게 엄격하고 매사에 성실하게 임하는 그를 보며 정말 멋지고 우수한 배우라고 느꼈습니다”라고 하였다. 여주인공인 류윈은 “시부야 텐마 씨는 중국어를 잘 하는 뿐만 아니라 저의 영어 선생님이기도 합니다” 라고 하였다.
2013년에는 대만영화 사상 최고의 흥행수입을 기록한 “카노 (프로듀서 : 황즈밍, 웨이더셍, 감독 : 마지상, 출연: 나가세 마사토시, 오오사와 타카오)”에 출연. 카노의 마지상 감독은 홍콩영화 “입문”의 시부야 텐마의 연기를 보고 출연 제의를 하였다. 시부야 텐마는 각본을 읽고 바로 출연을 결심하여 중국 대륙에서 유일한 일본인 캐스터로 우정출연 하였다. 2014년 방송 “소배화노재”로 중국에서 첫 코미디 드라마에 출연하였다. 시부야 텐마는 대만 영화 “카노”출연을 위해 대만에 체재 중이었으나 “소배화노재”의 감독으로부터 하루만이라도 우정출연 해달라는 연락이 와 잠시 북경으로 돌아가 출연하였다. 맡은 역은 불과 4장면의 짧은 분량이었지만 제2차 세계 대전 말기 중국에 주재하고 있던 일본인 장교가 패전의 일본에 절망하고 있는 극 중 주인공을 죽이는 역할이었다. 코믹하면서도 슬픔과 애통함으로 가득 찬 그의 연기 모습이 중국 BBS 등에서 반향을 불렀다. 총 46화로 제작 된 드라마의 짧은 4씬의 출연에도 불구하고 인상 깊은 그의 연기는 주인공들로부터 신뢰받고 있다.
그 후에도 시부야 텐마는 중국 드라마 “봉화쌍웅(2013):”, “포스트맨(2014)”, “철재소(2015)”를 통해 중국에서의 역할의 폭을 넓혀오고 있다. “봉화쌍웅”에서는 오래된 연인을 최후에 전장에서 죽게 내버려 둔 자신도 자결하는 청년장교를 연기하였으며 “포스트맨”에서는 사랑하는 첩보원 여성의 죽음에 복수에 타오르는 정보부 고위 관료를 연기하였다. “철재소”에서는 스파이의 중국인 남성을 남동생과 같이 따르며 한 중국인 여성을 사랑 하여 청혼까지 하지만 그 여성이 스파이인 것을 알고 갈등하며 총을 겨누는 장교 역을 맡았다. 시청자들은 시부야 텐마의 역할들을 보고 그가 창조하는 각 역할의 인물상과 감정들을 느낄 수 있었다. 이 드라마들은 제2차 세계대전이 시대적 배경으로 시부야 텐마는 일본인 군인 역을 맡았다. 중국의 항전작품으로 한 여성을 깊이 사랑하다 비극으로 끝나는 내용들로 시부야 텐마는 기전의 폭력적이고 광적이며 코미디스러운 역할에서 연기의 폭을 넓히고 있다.
2015년 시부야 텐마는 북경전영학원의 졸업작품 영화 “만풍”에 출연한다. 대학생 감독의 제안으로 영화의 고문으로 참가, 학생들과 함께 영화 제작에 힘을 썼다. 시부야 텐마는 상업영화에 얽매이지 않고 각본과 스태프의 재능과 열의로 출연을 결심, 예산 규모와 역할의 크고 작음에 얽매이지 않고 우정출연을 하는 경우도 많다.
2015년 9월, 시부야 텐마가 출연하고 있는 다섯 작품의 드라마가 무려 12개의 채널에서 동시에 방영되었다. “철재소”가 안후이TV, 북경TV, 절강 위성TV에서 연일 2 화씩 방영, “이십사도괴”는 CCTV-8와 귀주 위성 TV에서 방영되었다. 또한 대 히트작 “간애”가 티베트 TV, 산시 TV와 안후이 위성 TV의 3 국에서 방영되었으며 시부야 텐마의 대표적인 “총을 빌리다”와 “설표”가 메인 위성방송국의 귀주 위성TV와 텐진 위성TV의 2국에서 방영되었다. 그 중에서는 드라마 “철재소”에서 연기한 “단장 다카키”는 군신(軍神)으로 불릴만큼 전술에 뛰어난 인물이었으나 사랑하는 한 여성때문에 큰 실수를 저지르게 되고 비극적인 결말을 맞이한다. 이 역할은 악역 임에도 불구하고 극중 가장 빛난 인물로 평가받아 화제가 되었으며 시청자로부터는 중국의 항일작품 사상 드문 인간미 있는 군인으로 평가받았다.
시부야 텐마는 감독과 촬영 스태프들과의 커뮤니케이션을 중요하게 생각하기 때문에 함께 일한 경험이 있는 스태프들로부터 다시 제안을 받는 경우가 많다.  “허쉬드 로아(Hushed Roar)”의 샤오펑 감독도 그 중 한 명이다. 그 인연으로 2015년 “대 폭격 (Air Strike)” 의 중요 역할로 캐스팅 되었다. 이 작품은 예산 100억엔의 한중미 합작으로 헐리우드 배우인 멜 깁슨이 아트 디렉터를 맡았다. 캐스팅은 브루스 윌리스, 송승헌, 유엽, 판빙빙, 사정봉 등의 다수의 실력파 유명 배우가 출연했으며 시부야 텐마는 유일한 일본인 배우로 제로 격투기 치프 파일럿 사토로 출연하였다.
촬영 스태프로는 할리우드의 아카데미 상 수상자 빌모스 지그몬드(Close Encounters of the Third Kind, 촬영 상), 리차드 앤더슨 (Star Wars, 음향 편집 상), 로널드 바스 (Rain man, 각본 상), “트랜스포머”시리즈에 참가 한 음향 제작사 테크니컬러사와 영화 아바타에서 3D 효과를 담당 한 한국의 특수 촬영 팀이 참여하였다. 극중 시부야 텐마의 역할은 전투기의 파일럿이었기 때문에 풀 CG로 촬영되었다. 이에 따라 촬영은 스튜디오에서 조종석에 앉아 표정으로만 연기해야만 하였다. 샤오펑 감독은 메이킹 영상에서 시부야 텐마의 연기력 뿐만 아니라 당시의 제로 격투기의 조작방법, 파일럿의 의상과 생활 등 디테일한 부분까지 사전에 조사하여 스태프들과 상의하는 시부야 텐마의 성실함과 책임감을 칭찬하였다.
시부야 텐마는 기업의 광고 캐릭터와 스포크스맨을 하기도 한다. 2013년 7월 “송(荣)•우(遇)”화전의 오프닝 세레모니에 게스트 출연하여 프로모션 협력을 하였다. 2014년 3월 앤티크 액세서리 브랜드 “House Of Willow”와 공동으로 상품의 프로모션 촬영 및 뉴스 광고 기사 발행에 관여하였다.
2014년 5월 북경 재부 중심 밀레니엄 맨션과 콜라보레이션으로 “예술 공간과 예술 라이프 스타일” 라는 테마로 뉴스 광고를 촬영, 광고 기사 발행에 관여하였다. 2015년 4월 “음녹지(飲鹿池)예술구 공필화전” , 2015년 7월 “융관중서 (融貫中西)- 조홍(朝鴻)회화 예술 삼계단 및 개인 소장전” 오프닝 세레모니에 게스트 출연하여 프로모션을 진행하였다. 2015년 6월~7월, 아프리칸 아트 브랜드 “African Symbol”와 공동으로 뉴스 광고 촬영 및 기사 발행에 관여한다. 2017년 2월 향수 브랜드 RE CLASSIFIED와 공동으로 “시부야 텐마가 향수에서 고대 그리스 철학을 해설한다”라는 기획 캠페인 광고를 제작, 프로듀스, 출연하였다. 2018년까지 시부야 텐마는 일본, 미국, 중국, 홍콩, 대만, 러시아에서 100편 이상의 작품에 출연, 특히 중화권을 중심으로 저명 일본인 배우로서 활약 중이다.

## 출연작

### 영화
| 연도   | 작품                      | 상영국가 | 감독                         | 역할                             |
| 미상영 | 난심대극원                | 중국     | 로예                         | 호소다 중위                      |
| 미상영 | 십삼수살                  | 중국     | 리빈                         | 이시하라 코이치로                |
| 2018   | 대폭격                    | 중국     | 샤오펑                       | 제로 격투기 치프 파일럿 사토     |
| 2017   | 십사대도                  | 중국     | 왕창                         | 카토 장군                        |
| 2016   | 급개이유선                | 중국     | 왕창                         | 도박장 주인                      |
| 2015   | 만풍                      | 중국     | 칸뤄환                       | 츠지 마사노부                    |
| 2014   | 카노                      | 대만     | 마지상                       | 시민대표(우정출연)               |
| 2013   | 리틀 타이거               | 중국     | 전효홍                       | 오카무라                         |
| 2012   | 성성봉화・절살            | 중국     | 이재                         | 다카하시                         |
| 2012   | 허쉬드 로아               | 중국     | 샤오펑                       | 나카무라 이치로                  |
| 2011   | 진링의 13소녀             | 중국     | 장예모                       | 부관                             |
| 2010   | 어얼구나 강의 오른쪽      | 중국     | 양명화                       | 스즈키 히데오                    |
| 2010   | 최혈강교                  | 중국     | 장위중                       | 이시하라 간지                    |
| 2010   | 신학                      | 중국     | 왕건위                       | J조류학자 요시다                 |
| 2010   | 첩혈고성                  | 중국     | 션동                         | 이토 사부로 대장                 |
| 2009   | 투우                      | 중국     | 관후                         | 테라다 대장                      |
| 2008   | 엽문 (영화)               | 홍콩     | 엽위신                       | 사토 주임                        |
| 2008   | 비호대첩전                | 중국     | 리슈                         | 구마모토 특공대장                |
| 2007   | 야습                      | 중국     | 안란                         | 다나카 중위                      |
| 2004   | 애플시드                  | 일본     | 후미히코 소네, 아라마키 신지 | 우라노스 장군 외 3역 (모션 캡쳐) |
| 2003   | 딸기의 파편               | 일본     | 나카하라 슌                  | 바텐더                           |
| 2002   | 날뛰는 영혼들             | 일본     | 미케 타카시                  | 신타니                           |
| 2002   | 히로시마 야쿠자 전장 경도 | 일본     | 이치카와 도오루              | 야쿠자                           |
| 2001   | 좀비 극도                 | 일본     | 사사키 히로히사              | 형사                             |
| 2002   | 바스토니(Bastoni)         | 일본     | 나카하라 카즈히코            | 포르노 여배우 매니저             |
| 2001   | 미나미의 제왕             | 일본     | 하기니와 사다아키            | 공장 직원                        |
| 2001   | 샐러리맨 파치카 긴타로    | 일본     | 니이자토 타케시              | 사장 비서                        |
| 2001   | 푸른 늑대들               | 일본     | 요코이 켄지                  | 암살자                           |
| 2000   | 카모메                    | 일본     | 나카무라 겐지                | 고리대금업자                     |
| 1999   | 불문대수사                | 홍콩     | 장영화                       | 성인용품가게 주인                |
| 1998   | 콧구멍                    | 일본     | 이나다 카즈시게              | 깡패                             |
| 1998   | 고스트 대디               | 일본     | 나카무라 겐지                | 남편                             |
| 1997   | 해의 형제                 | 일본     | 무라카와 도오루              | 불량 소년                        |
| 1996   | 사디스트적인 노래         | 일본     | 나카무라 겐지                | 플레이 보이                      |
| 1996   | 마지막 일                 | 일본     | 이노우에 마이코              | 도둑 소년                        |

### 티비 드라마
| 연도   | 작품               | 상영국가 | 감독            | 역할                   |
| 미상영 | 조르게 (Sorge)     | 러시아   | Sergey Ginzburg | 이무로                 |
| 미상영 | 빈변불시해당홍     | 중국     | 혜해동          | 규죠 장군 우정출연     |
| 미상영 | 환락영웅           | 중국     | 상징            | 닌자 핫토리 우정출연   |
| 2017   | 대만왕사           | 중국     | 최랑            | 경찰국장 마츠무라      |
| 2015   | 포스트맨           | 중국     | 허리우, 바이양  | 미즈다니               |
| 2015   | 이십사도괴         | 중국     | 장위중          | 오오카와               |
| 2015   | 철재소             | 중국     | 류신            | 다카키 단장            |
| 2014   | 봉화쌍웅           | 중국     | 김양언          | 구로다                 |
| 2013   | 소배화노재         | 중국     | 상징            | 아오타 우정출연        |
| 2012   | 현애               | 중국     | 류진            | 시부야 사부로          |
| 2012   | 신비인질           | 중국     | 소경휘          | 마츠모토 고로 우정출연 |
| 2012   | 호가화             | 중국     | 간천화          | 아베 간지              |
| 2011   | 대결택             | 중국     | 고진군          | 카메다 지로            |
| 2011   | 대호법             | 중국     | 종소웅, 왕석    | 무토 아키라            |
| 2011   | 절진국전기         | 중국     | 뇌헌화          | 요시다 소좌            |
| 2011   | 행복만옥           | 중국     | 가일평          | 시게노 과장            |
| 2010   | 총을 빌리다        | 중국     | 장웨이          | 카토 게이지            |
| 2010   | 지자무적           | 중국     | 간천화          | 라멘집 주인            |
| 2010   | 아시전기           | 중국     | 서총정          | 군인대장               |
| 2010   | 천군단혈전         | 중국     | 리슈            | 노지마 소좌            |
| 2010   | 화평계시록         | 중국     | 조우조          | 하라다 대장            |
| 2009   | 생사선             | 중국     | 공생            | 와타나베 설계사        |
| 2009   | 양귀비비사         | 중국     | 우소강          | 오토모노 고마로        |
| 2009   | 눈표범             | 중국     | 진고위          | 와타나베 대장          |
| 2008   | 지도영웅           | 중국     | 정흑            | 우에지마 지로 중좌     |
| 2006   | 초원춘래조         | 중국     | 왕도            | 카나이 몽골국 고문관   |
| 2005   | 의료소년원 이야기  | 일본     |                 | 트럭 운전수            |
| 2004   | 혈흔               | 일본     |                 | 법의학자               |
| 2003   | 고원에 어서 오세요 | 일본     |                 | 호텔 매니저            |
| 2002   | 낙천적 생활        | 일본     |                 | 카메라 맨              |

## 무대극

### 연극 무대
| 연도 | 작품                | 국가 | 역할                     | 연출            | 극장                |
| 1998 | 로미오와 줄리엣     | 일본 | 캐풀렛 가족, 댄스 앙상블 | 니나가와 유키오 | 사이타마 예술극장   |
| 1998 | 시대 낭만 모험기    | 일본 | 유령조상-미래후손 (2역)  | 이케다 사다유키 | 미타카 극장         |
| 1997 | 사요 공주 이야기    | 일본 | 농부, 댄스 앙상블        | 시니자키 미도리 | 조조지 절 특별 무대 |
| 1996 | 황제 존스 신의 정원 | 일본 | 고리대금업자             | 하라다 카즈키   | 사이타마 예술 극장  |

### 뮤지컬
| 연도    | 작품        | 국가 | 역할             | 연출             | 연출              | 극장                                                     |
| 1998-99 | 쿠마곤의 숲 | 일본 | 쿠마곤, 호로스케 | 쿠마곤, 호로스케 | 이시즈카 카즈히코 | 7개 지역 극장 (타카마츠, 맛토, 사세보, 센다이, 카나자와) |

### 발레
| 연도 | 작품명 | 국가 | 역할        | 연출          | 극장           |
| 1997 | 볼레오 | 일본 | 댄스 앙상블 | 미조시타 시타 | 도쿄 문화 회관 |

## 성우・내레이션
| 작품                             | 미디어       | 지역            | 역할                     | 그 외                    |
| 국가보                           | CCTV         | 중국            | 종합사회, 장국립 역 더빙 | 전10회 방송              |
| 《쾌락도보》후난티비-타오바오 넷 | PV           | 중국            | 내레이션                 | (중국수록)               |
| 체험☆북경Pekin!2                 | TV CS방송    | 일본(중국 수록) | 내레이션                 | 16 에피소드 전 16회 방송 |
| 체험☆북경Pekin!                  | TV CS방송    | 일본(중국수록)  | 내레이션                 | 16 에피소드 전 16회 방송 |
| 중국 면 로드                     | TV BS12      | 일본            | 내레이션                 | 16 에피소드 전 16회 방송 |
| 캐논                             | VP           | 일본            | 내레이션                 |                          |
| 샤프(sharp)핸드폰                | VP           | 일본            | 내레이션                 |                          |
| 중국 롄윈강                      | VP           | 중국            | 내레이션                 |                          |
| 중국 금문교                      | VP           | 중국            | 내레이션                 |                          |
| 재팬 애니메이션                  | CG애니메이션 | 미국            | 메인 캐스터 4역          |                          |
| 영화 동풍우                      | 영화         | 중국            | 후지키                   |                          |
| 티비 드라마 중천간검             | 드라마       | 중국            | 다카하시                 |                          |
| 티비 드라마 눈표범               | 드라마       | 중국            | 야마모토                 |                          |
| 수호전                           | 게임 소프트  | 일본            | 내레이션                 |                          |
| EP방송 내비게이션                | EP放送       | 일본            | 내비게이터               |                          |

## 티비 / 라디오
| 타이틀               | 미디어                                                        | 지역 | 그 외                               |
| 我在북경 북경에 산다 | BMN북경广播电视台（북경ラジオテレビ局） BMN북경 라디오 방송국 | 중국 | 게스트 출연                         |
| 대화                 | CCTV중앙방송국                                                | 중국 | 게스트 출연                         |
| 테츠베야             | CRI 중국 국제 라디오 텔레비젼 방송국                          | 중국 | Featured 시부야텐마 특집 다큐멘터리 |

## 광고 캐릭터・스포크스맨
2017년 2월 향수 브랜드 RE　CLASSIFIED “시부야 텐마가 향수로 고대 그리스 철학을 해설”
2015년 6~7월 아프리칸 아트 브랜드 “African Symbol”
2015년 7월“융관중서 (融貫中西)- 조홍(朝鴻)회화 예술 삼계단 및 개인 소장전”
2015년 4월“음녹지(飲鹿池)예술구 공필화전”
2014년 5월 북경 재부 중심 밀레니엄 맨션 예술 공간과 예술 라이프 스타일
2014년 3월 앤티크 액세서리 브랜드 “House Of Willow ”
2013년7월“송(荣)•우(遇)”화전

## 문화활동

### 국제문화교류활동
시부야 텐마는 자신의 미국 유학 경험을 통하여 이문화 사람들과의 교류와 상호 이해가 중요하다고 느껴 귀국 후에는 자원 봉사로 일본어를 가르치거나 외국인을 위한 무료 일본무용 교실을 여는 등 문화 교류 활동에 많은 시간들을 보냈다.
2006년 중국으로 건너간 이후에는 북경에서 문화 교류 활동을 주최, 2009년 중일 문화 교류를 촉진하기 위하여 NPO 법인 중일 문화 교류 추진위원회 (JC-CEP)를 설립, 자신이 대표 이사장을 역임하며 도쿄에서 정식으로 법인 인가를 받았다.
시부야 텐마는 이 단체의 대표로서 문화교류 이벤트를 주최하며 약 50번 이상의 문화 교류 이벤트에 참가하였다. 또한 주중일본국대사관, 일본국제교류기금회 일본문화 센터, 중일관계사학회 등 중일 양국의 관계 기관과 협력하며 활발하고 활동하고 있다.

### 특정비영리활동[NPO]법인 중일문화교류추진회
2007년 북경에서 일본문화를 소개하는 활동을 시작한 것을 계기로 그 활동 범위를 넓혀 2009년 특정비영리활동[NPO]법인 중일문화교류추진회를 창설하여 현재 이사장으로 근무하고 있다.

### 특정비영리활동[NPO]법인 중일문화교류추진회 주요 활동 경위
2007년4월
“특정비영리활동[NPO]법인 중일문화교류추진회”의 전신인 “일본문화교류회”를 북경에서 설립. 북경에서 일본 문화를 위해 활동하고 있는 사람들의 연락기구이자 상호이해를 위한 목적으로 창설. 발기인은 일본무용 동호회를 운영하고 있는 시부야 텐마이며 출범 당시의 멤버는 주로 일본 문화에 종사하는 사람들로 다도, 꽃꽂이, 합기도, 가라테, 일본무용, 만화・애니메이션, 스트리트 댄스 등 다양한 분야의 사람들로 구성
2007년 5월
제 1 회 교류회를 개최. 참석자는 13 명, 북경에서 일본 문화 교류 활동을 활발하게 하고 있는 사람들과 향후의 모임 방식, 운영 방식 등을 논의하며 친목을 도모
2007년 6월
제 2 회 교류회를 개최. 이 모임의 취지를 알리기 위하여 북경의 국제 교류 기관, 대학 관계자, 기업인, 언론기관이 참석. 참석자는 35명. 북경에서 활동 중인 일본인에게 실연(實演)과 강의를 부탁하여 일본무용과 만화·애니메이션에 대해 소개
2007년7월
일본어 잡지와 제휴하여 “일본 문화를 알리자”라는 타이틀로 특집을 구성.
북경 대학생들을 모집하여 "꽃꽂이 체험 교실"과 "기모노 입기 체험 교실"개최
2007년11월
제3회 교류회를 개최. 북경의 일본어과 대학생들이 참가할 수 있도록 일요일 오후 시간대에 개최. 차를 마시며 스트리트 댄스와 기모노 입기 체험을 진행. 참석자는 36명
2008년2월
모임의 명칭을“일중 문화 교류 추진위원회”로 개명하여 조직화를 도모.
일본 대사관 공보문화원과 중국국제친구연구회와 연계하여 향후 더욱 활발하게
활동할 것을 약속
2008년 2월
중국 주재 일본 대사관의 의뢰로 북경 제 2 외국어 학원에서 열린 대학생을 위한 일본 유학 설명회에서 일본 문화에 대한 강연 및 워크숍을 실시
2008년2월
북경의 앵화(桜花)일본어학교에서 일본 전통예능 및 전통문화에 대해 강연 및 워크숍을 실시
2008년3월～4월
일본대사관 공보문화원, 국제교류기금재단의 협력을 받아 “제1회 일본문화소개강좌”
를 주최
일본문화소개 강좌
<테마>
첫 날：복장 - 기모노, 현대 패션
둘째 날：무용 – 일본무용, 스트리트 댄스
셋째 날：무술 – 검도, 가라테, 합기도
넷째 날 : 대중 문화 – 만화, 애니메이션, J-POP
이 강좌는 주로 일본문화에 접할 기회가 없는 학생, 사회인을 대상으로 참가비는 무료, 강의는 자원봉사자들로 진행
2008년7월
일본관광진흥기구가 주최하는 중국인의 일본 여행을 장려하는 이벤트 “영(0)거리 캠페인”에 참가.
2008년9월
일본대사관 공저에서 열린 “중일교류공로자 및 관계자 친목 사은회”에서 일본의 “봉오도리”춤을 기획, 준비하여 실시. 이 봉오도리에는 일본과 중국의 남녀 약 40명이 참가. 참석자는 약 250명으로 중일관계사학회, 중일 신문 사업 촉진회, 중국국제친구연구회, 일본어 교사 등
2008년9월
북경시 선파크에서 열린 관광 축제에 참가
2008년9월
당 단체가 코디네이터 한 중국, 장춘의 일본국제교류기금 시설에서 기모노 옷 입기 강좌를 개최
2009년3월~6월
일본국제교류기금과 일본문화센터, 당 단체의 공동 주최 및 일본대사관과 중국국제친구연구회의 노력으로 “제2회 일본문화소개강좌”를 개최
<테마>
첫 날：애니메이션, J-POP
둘째 날：차문화, 과자
셋째 날：패션, 메이크
넷째 날 : 건축, 생활 디자인
다섯째 날 : 일본사케, 요리
2009년5월
북경대학 일본인회와 중일 교류 협회의 공동주최로 제2회 중일교류문화제에
자신이 결성한 무용 그룹 “텐마회(天馬会)”를 지도하여 참가
2009년6월
도쿄 도청에 NPO단체(중일문화교류추진회)설립을 위한 서류 제출
2009년7월
이사장을 비롯한 도쿄본부의 멤버와 교류회
2009년8월
자원봉사자들과 당회 회원의 교류회를 개최하여 향후 활동을 위한 의견 교환.
자원봉사자들은 학생, 사회인, 정년퇴직자 등 약 20명
2009년10월
잡지Whenever가 주최하는 중일 문화 교류 이벤트에 참가
2009년10월
대사 공저에서 열린 구리하라 코마키(栗原小巻)가 대표 인솔하는 중일문화교류협회
방문단과 친목회에 참석
2009년11월
중국의 일본 문학 연구의 일인자인 이덕순(李徳純)와 일중문화교류에 관하여 논의
2009년11월
소수 민족을 소재로 한 영화 “어얼구나 강의 오른쪽”을 일본 소수민족 지원NPO
단체 유라시안 클럽에 소개하여 촬영현장 취재 연락을 조정. 일본에서 상영 시의 이벤트 등을 지원. 영화 20도의 촬영 장소의 예벤키족 주거를 재현 한 세트장에서 유라시안 클럽 이사장과 이 영화의 감독과 함께 향후 협력 관계를 약속
2012년5월17일
북경의 이공대학교를 방문하여『영화문화만담』이라는 테마의 교류강좌 이벤트를 실시. 시부야 자신의 20년 이상의 연예 활동 경력에 대해 이야기 하며 학생들과 교류
2012년7월28일
《중일 국교 정상화 40주년》 중일 문화 교류 프로젝트
“Souka! – 搜卡！(그렇구나)”Vol.1「체험담을 통하여 중일 양국의 이해를 도모하는
교류회」를 주중일본대사관과 중국 중일관계사학회의 후원을 받아 주최
제 1회“Souka! – 搜卡！(그렇구나)”강사
◎일본 체류 경험이 있는 중국인 ：류신화(劉新華)
　[경력：화가. 텐진 대학 대학원, 교토 조형대학 대학원 졸업. 미학 학사
일본 체류 경력30년, 일본의 영주권을 가지고 있다. 중국 국가 화원 주임. 현재는 텐진 대학 공필 중채 연구원에서 소장으로 근무하며 학생들을 지도]
◎중국 체류 중인 일본인：미야우치 유지
　[경력： 1966년에 대학에서 제3외국어로 중국어를 공부. 종합상사에서 중국 관계 업무에 종사. 1976년 처음으로 중국에 방문하여 북경에 2번, 상해에 1번 체재 경험이 있음. 2007년부터 동경대학교 북경대표소장으로 근무 중]
2012년10월
중일 국교 정상화 40주년 이벤트「2012중일 교류 박람회」
（주최：중국국제상회 일본국제무역촉진회）에 참가
특설 무대에서 일본무용을 발표, 소개
2013년3월
당회 주최의 일본 꽃꽂이 전시회 및 체험 강좌
이후 매 년 봄에 비슷한 모임을 실시하고 있으며, 2015년에는 일본 대사관, 중국 중일관계사학회의 후원을 받아 개최.
CRI 중국 국제 방송, Web Magazine "Woman of China"에 소개

### 북경 일본무용 동호회
북경 일본무용 동호회를 설립. 2008년 5월부터 매주 일본인과 중국인에게 일본무용의 매력을 소개
2008년
*만보(漫歩)중일문화교류 이벤트에서 일본무용을 선보임
*일본대사관 대사 공저에서 열린 중일교류공로자 및 관계자 친목 사은회에서 “봉오도리”를 기획, 준비하여 실시. 남녀 약 40명이 참가
2009년
*중일 문화 교류 이벤트에서 일본무용을 선보임
*북경대학 일본 축제에서 일본무용을 선보임
==그 외 활동==
*북경 일본어잡지 Super City5월호에서 소개 됨
*중일 대학생 교류회(북경)에서 일본 전통예능 소개로 일본무용을 선보임
*2008년 북경올림픽 일본관계자 지정 병원인 중인우호병원에서 일본어 강사로 활약
*북경 일본인학교 운동회의 안무 선생님으로 활약. 1년 뒤 자신의 경험담을 살린 강의
*북경의 중앙 방송국「북경에서 살아요」에 게스트로 출연하여 중일 문화의 차이등에 관하여 소개
*일본대사관 문화공보원, 제2외국어 학원 등에서 일본 고전무용의 특별강좌를 진행
*일본관광진흥기구 주최 이벤트에서 일본무용을 선보임

1. ↑  http://www.xc27.com/ent/ndxw/2016-04-15/17853.html
2. ↑  https://www.imdb.com/name/nm4600309/
3. ↑  https://movie.daum.net/person/main?personId=202822
4. ↑  http://www.xc27.com/ent/ndxw/2016-04-15/17853.html
5. ↑  https://baike.baidu.com/item/%E6%B6%A9%E8%B0%B7%E5%A4%A9%E9%A9%AC/4915296?fr=aladdin
6. ↑  https://www.weblio.jp/wkpja/content/%E6%B8%8B%E8%B0%B7%E5%A4%A9%E9%A6%AC_%E6%B8%8B%E8%B0%B7%E5%A4%A9%E9%A6%AC%E3%81%AE%E6%A6%82%E8%A6%81
7. ↑  http://www.xc27.com/ent/ndxw/2016-04-15/17853.html
8. ↑  https://baike.baidu.com/item/%E6%B6%A9%E8%B0%B7%E5%A4%A9%E9%A9%AC/4915296?fr=aladdin
9. ↑  http://dorama.info/pf-15176.html
10. ↑  http://www.xc27.com/ent/ndxw/2016-04-15/17853.html
11. ↑  https://baike.baidu.com/item/%E6%B6%A9%E8%B0%B7%E5%A4%A9%E9%A9%AC/4915296?fr=aladdin
12. ↑  http://www.xc27.com/ent/ndxw/2016-04-15/17853.html
13. ↑  https://baike.baidu.com/item/%E6%B6%A9%E8%B0%B7%E5%A4%A9%E9%A9%AC/4915296?fr=aladdin
14. ↑  http://www.xc27.com/ent/ndxw/2016-04-15/17853.html
15. ↑  https://baike.baidu.com/item/%E6%B6%A9%E8%B0%B7%E5%A4%A9%E9%A9%AC/4915296?fr=aladdin
16. ↑  http://www.xc27.com/ent/ndxw/2016-04-15/17853.html
17. ↑  https://baike.baidu.com/item/%E6%B6%A9%E8%B0%B7%E5%A4%A9%E9%A9%AC/4915296?fr=aladdin
18. ↑  http://www.xc27.com/ent/ndxw/2016-04-15/17853.html
19. ↑  https://baike.baidu.com/item/%E6%B6%A9%E8%B0%B7%E5%A4%A9%E9%A9%AC/4915296?fr=aladdin
20. ↑  http://www.xc27.com/ent/ndxw/2016-04-15/17853.html
21. ↑  https://baike.baidu.com/item/%E6%B6%A9%E8%B0%B7%E5%A4%A9%E9%A9%AC/4915296?fr=aladdin
22. ↑  https://mp.weixin.qq.com/s?__biz=MzA5MDY3ODYwNQ==&mid=2650457471&idx=2&sn=dda86d3fb030313537fb0efc8fbe2d17&pass_ticket=7Yfkk2uKe2LNmPGCrQsiWevVRxCrkIWSw%2BPZtYZYxRU4GNiH9Mx6WAyneNrO6JFp
23. ↑  https://web.archive.org/web/20170330005106/http://www.sznews.com/ent/content/2017-02/13/content_15264807.htm
24. ↑  http://www.xinhuanet.com/ent/2015-07/15/c_128023127.htm%5B깨진+링크(과거+내용+찾기)%5D
25. ↑  http://ent.chinadaily.com.cn/2015-06/30/content_21142495.htm%5B깨진+링크(과거+내용+찾기)%5D
26. ↑  http://ent.163.com/15/0710/17/AU69C2V400034OGT.html#from=relevant#xwwzy_35_bottomnewskwd
27. ↑  http://www.xinhuanet.com/ent/2015-07/29/c_128072010.htm%5B깨진+링크(과거+내용+찾기)%5D
28. ↑  http://www.xinhuanet.com/ent/2015-06/30/c_127968055.htm%5B깨진+링크(과거+내용+찾기)%5D
29. ↑  http://www.xinhuanet.com/ent/2015-06/30/c_127968055.htm%5B깨진+링크(과거+내용+찾기)%5D
30. ↑  “보관된 사본”. 2017년 3월 29일에 원본 문서에서 보존된 문서. 2020년 5월 13일에 확인함.
31. ↑  “보관된 사본”. 2017년 3월 29일에 원본 문서에서 보존된 문서. 2020년 5월 13일에 확인함.
32. ↑  http://fashion.ifeng.com/a/20140619/40019205_0.shtml
33. ↑  http://www.chinadaily.com.cn/micro-reading/dzh/2014-06-19/content_11862681.html
34. ↑  “보관된 사본”. 2017년 3월 30일에 원본 문서에서 보존된 문서. 2020년 5월 13일에 확인함.
35. ↑  http://fashion.ifeng.com/a/20140530/40014486_0.shtml
36. ↑  http://www.xc27.com/ent/ndxw/2016-04-15/17853.html
37. ↑  https://www.weblio.jp/wkpja/content/%E6%B8%8B%E8%B0%B7%E5%A4%A9%E9%A6%AC_%E6%B8%8B%E8%B0%B7%E5%A4%A9%E9%A6%AC%E3%81%AE%E6%A6%82%E8%A6%81
38. ↑  https://baike.baidu.com/item/%E6%B6%A9%E8%B0%B7%E5%A4%A9%E9%A9%AC/4915296?fr=aladdin
39. ↑  http://www.xc27.com/ent/ndxw/2016-04-15/17853.html
40. ↑  https://baike.baidu.com/item/%E6%B6%A9%E8%B0%B7%E5%A4%A9%E9%A9%AC/4915296?fr=aladdin